# Shiguyuan
Shiguyuan (kinesiska: 石鼓源, 石鼓源乡) är en socken i Kina. Den ligger i provinsen Hunan, i den södra delen av landet, omkring 220 kilometer söder om provinshuvudstaden Changsha. Antalet invånare är 7051. Befolkningen består av 3 383 kvinnor och 3 668 män. Barn under 15 år utgör 26,0 %, vuxna 15-64 år 60 %, och äldre över 65 år 13,0 %.
Genomsnittlig årsnederbörd är 1 812 millimeter. Den regnigaste månaden är maj, med i genomsnitt 313 mm nederbörd, och den torraste är oktober, med 27 mm nederbörd.